# Ред ай
Ред ай (англ. Red eye — «червоне око») — американський міцний кавовий напій, що готується шляхом додавання еспресо в звичайну каву, виготовлену за допомогою фільтра. Назва походить від додавання додаткової «порції» еспресо в чашку, яка допомагала американцям не заснути навіть з втомленими червоними очима, під час нічних польотів з Західного Берегу в Нью-Йорк.

## Пропорція
Стандартна порція містить — 30 мл еспресо і від 170 до 370 мл звичайної кави. Пропорція складає від 1:6 до 1:12.

## Варіанти
Напій може носити назву «Ред ай» (англ. Red eye, «червоне око»), «блек ай» (англ. Black eye, «чорне око») або «деф (дез) ай» (англ. Death eye, « Смертельне око») в залежності від пропорцій еспресо і кави з фільтра, а також міцності готового напою.
Варіантом напою є також «Канадіано» (англ. Canadiano), головною відмінністю якого є те, що при його виготовленні кава з фільтра додається в еспресо (а не навпаки, як в «Ред ай»).

## Назви
На Алясці даний напій відомий як «Sludge cup» ( «чашка шламу»).
На північному заході США напій подається під назвою «Постріл в темряві» (англ. Shot in the dark).
У Уайтмур Майн він був відомий як «Кава Уеллард».
У мережі кав'ярень Coffee Bean даний напій називається «Турбо-регуляр».